# Lathyrus vernus
La cicerchia primaticcia (Lathyrus vernus (L.) Bernh., 1800) è un piccolo arbusto perenne ed erbaceo appartenente alla famiglia delle Fabacee.

## Etimologia
Si dice che il creatore della denominazione del genere sia il botanico francese Joseph Pitton de Tournefort (1656 – 1708). Sembra che pensando alle presunte proprietà afrodisiache di alcune piante del genere abbia accostato due termini: la particella intensiva la e il verbo greco thero (= io riscaldo) e abbia quindi creato il nome del genere lathyrus. In realtà tale nome era conosciuto già nei tempi antichi: Teofrasto lo aveva usato per alcune non meglio identificate leguminose.
L'epiteto specifico (vernus = primavera) fa riferimento alla precocità della fioritura ed è stato assegnato dal naturalista svedese Carl von Linné nel 1753 inizialmente ad un altro genere: Orobus; mentre invece l'assegnazione definitiva al genere attuale è opera del botanico tedesco Johann Jakob Bernhardi (1774-1850).
Gli inglesi chiamano questa pianta con nome di Spring-vetch.

## Descrizione

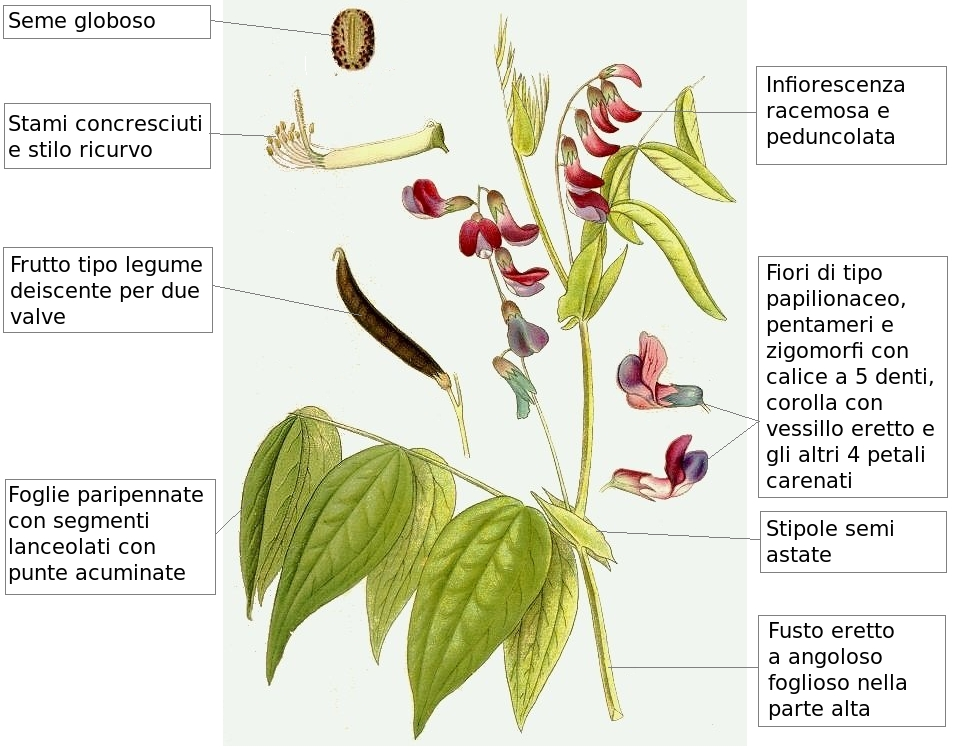
Descrizione delle parti della pianta

È una pianta alta al massimo 30 - – 40 cm, quasi glabra. La forma biologica è del tipo geofita rizomatosa (G rhiz): quindi sono piante la cui parte sotterranea del fusto (chiamata rizoma), ad ogni nuovo anno produce nuove radici e nuovi fusti (chiamati avventizi).

### Radici
Radici secondarie da rizoma.

### Fusto

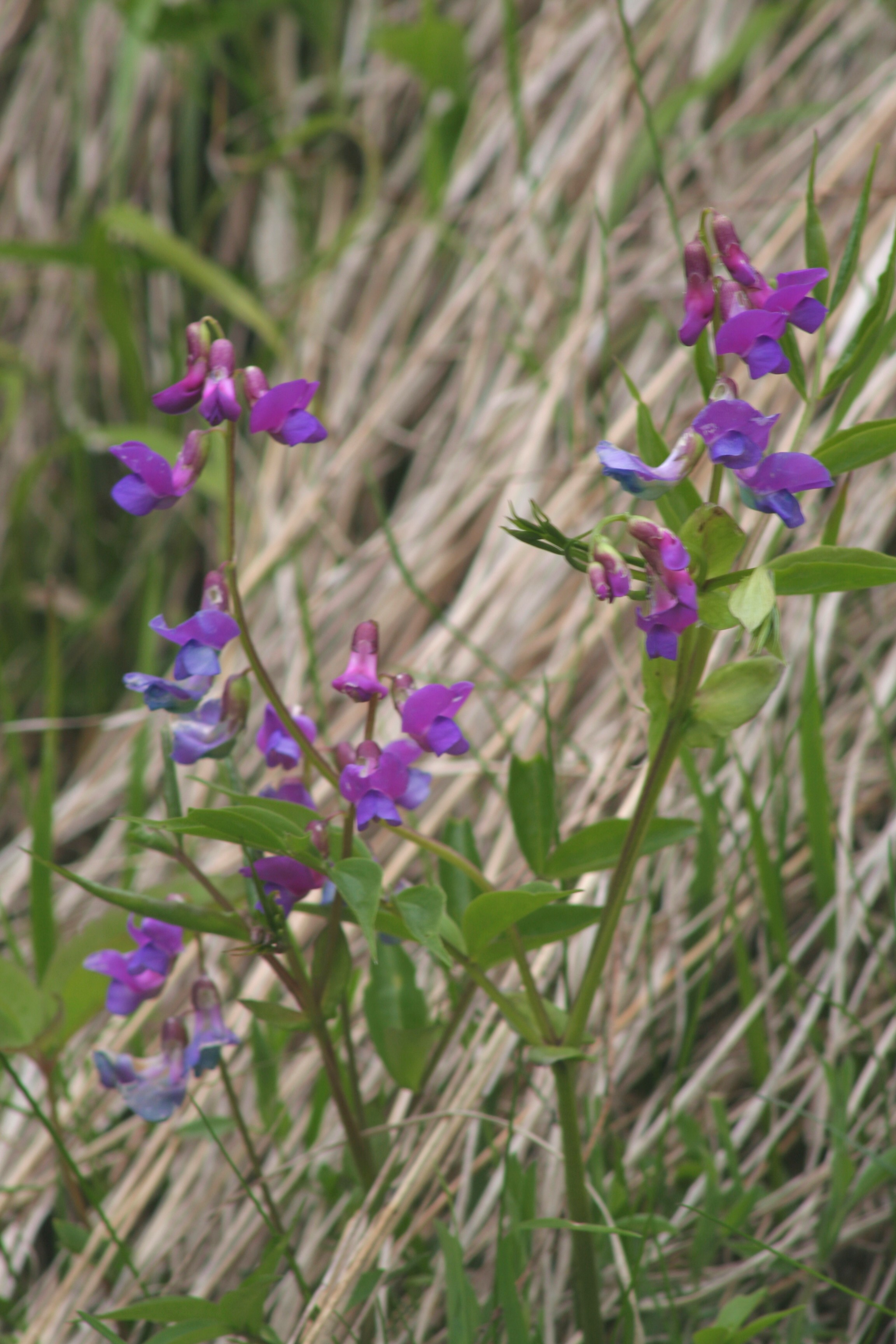
Portamento. Località Passo Duran, Agordo (BL), 1598 m s.l.m., maggio 2008

- Parte ipogea: la parte interrata è un rizoma.
- Parte epigea: la parte aerea è eretta e semplice (le foglie e l'infiorescenza si presentano solo nella parte alta del fusto); la sezione del fusto è angolosa.

### Foglie

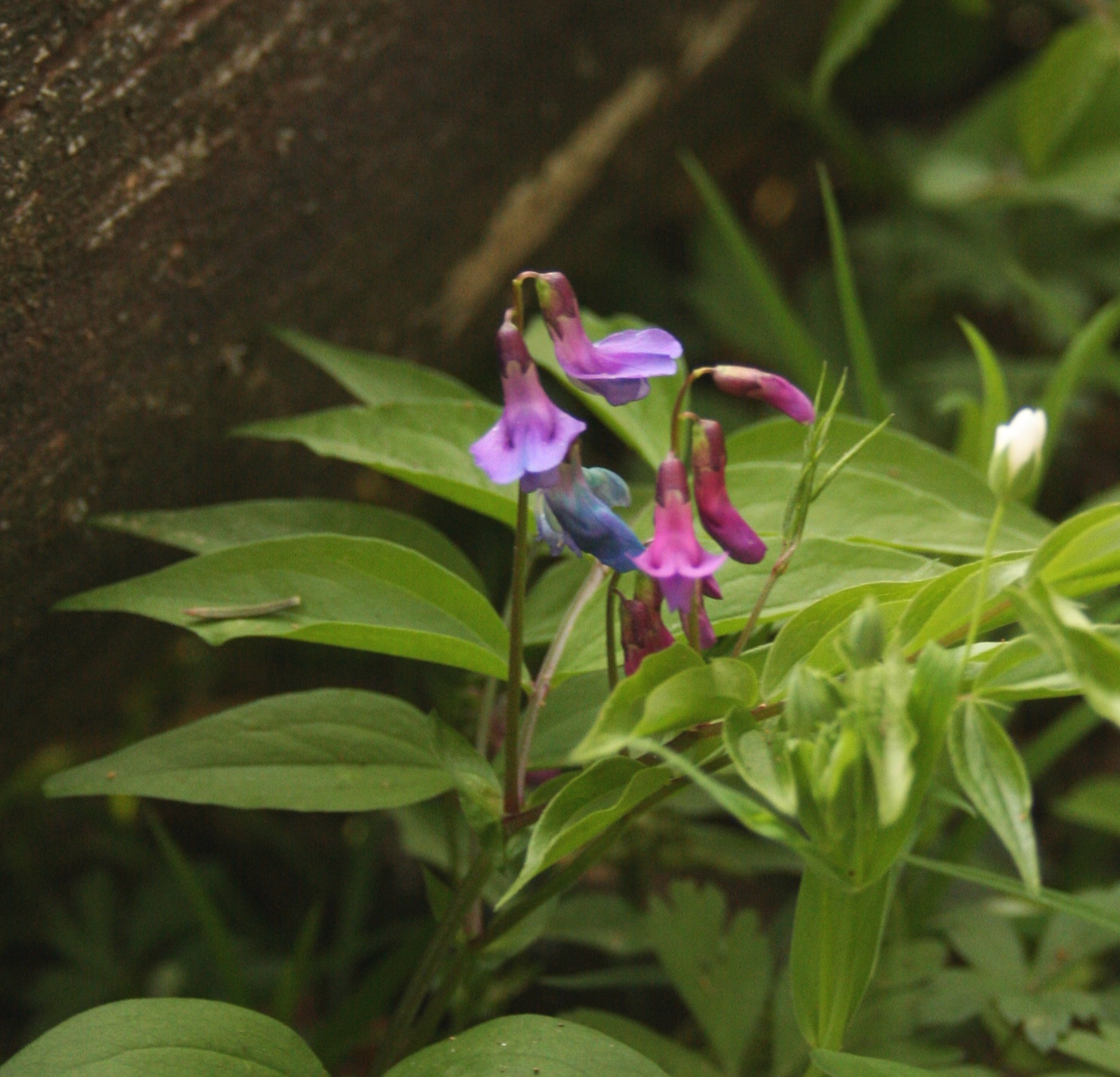
Le foglie

Le foglie sono paripennate (o pennato-composte in numero pari) con 4 – 8 segmenti largamente lanceolati (quasi ovali) e terminanti con una robusta punta. La lamina fogliare è penninervia. Sono presenti inoltre delle stipole semi astate; mentre la parte apicale della foglia (asse centrale o rachide) si prolunga in una breve resta.  Le foglie non sono persistenti, cadono dopo la fioritura. Dimensioni delle foglie: larghezza 10 - – 13 mm, lunghezza 22 - – 35 mm; dimensioni delle stipole: larghezza 9 mm, lunghezza 18 mm.

### Infiorescenza

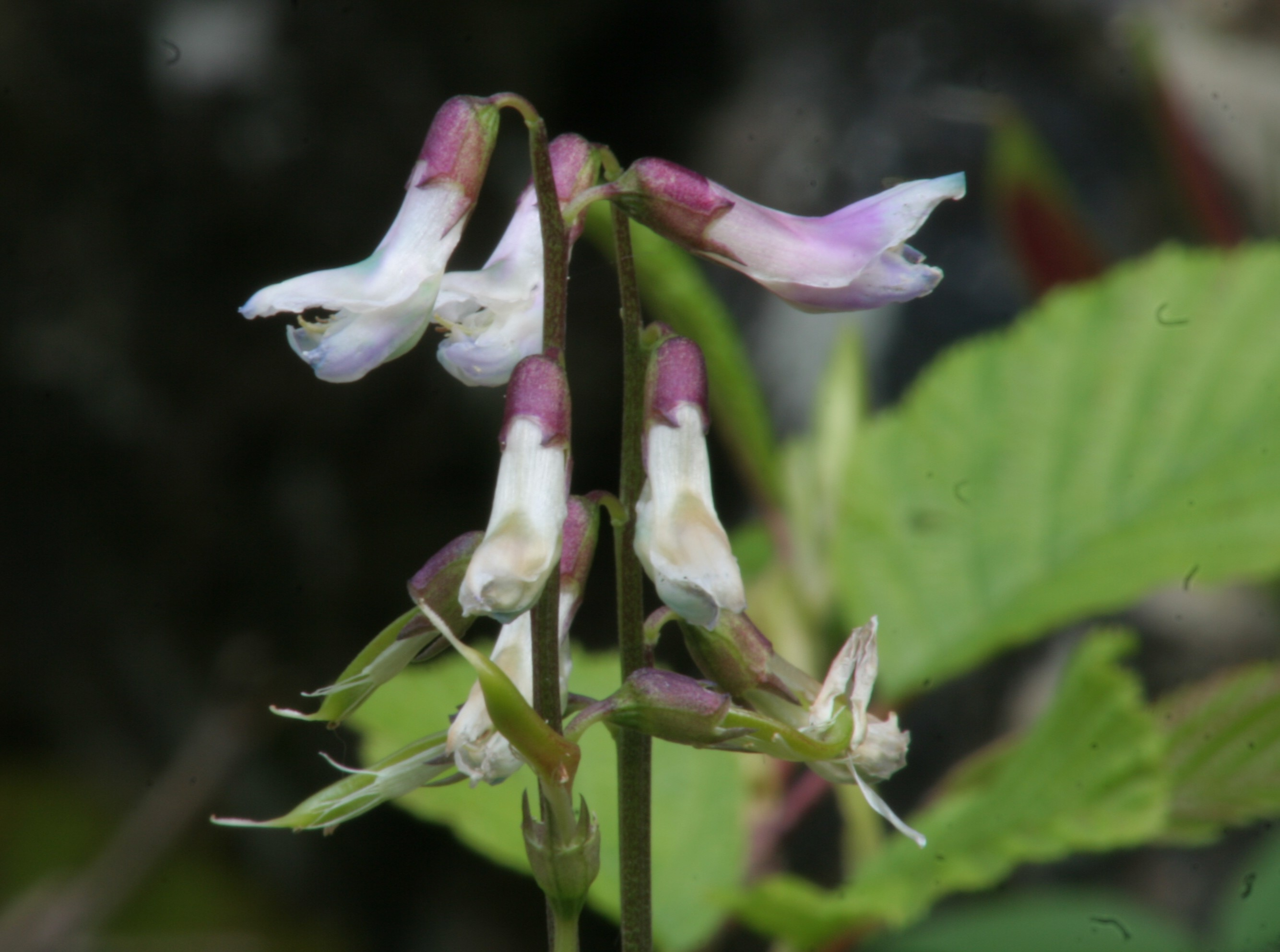
Infiorescenza. Località Val Piana, Limana (BL), 850 m s.l.m., maggio 2008

L'infiorescenza si compone di pochi fiori (5 – 8 fiori) ed è lungamente peduncolata. I fiori sono penduli dalla tipica forma papilionacea. La fioritura inoltre non è contemporanea ma procede dal basso verso l'alto (fioritura acropeta). Dimensione dei peduncoli fiorali: 4 - – 5 mm.

### Fiori

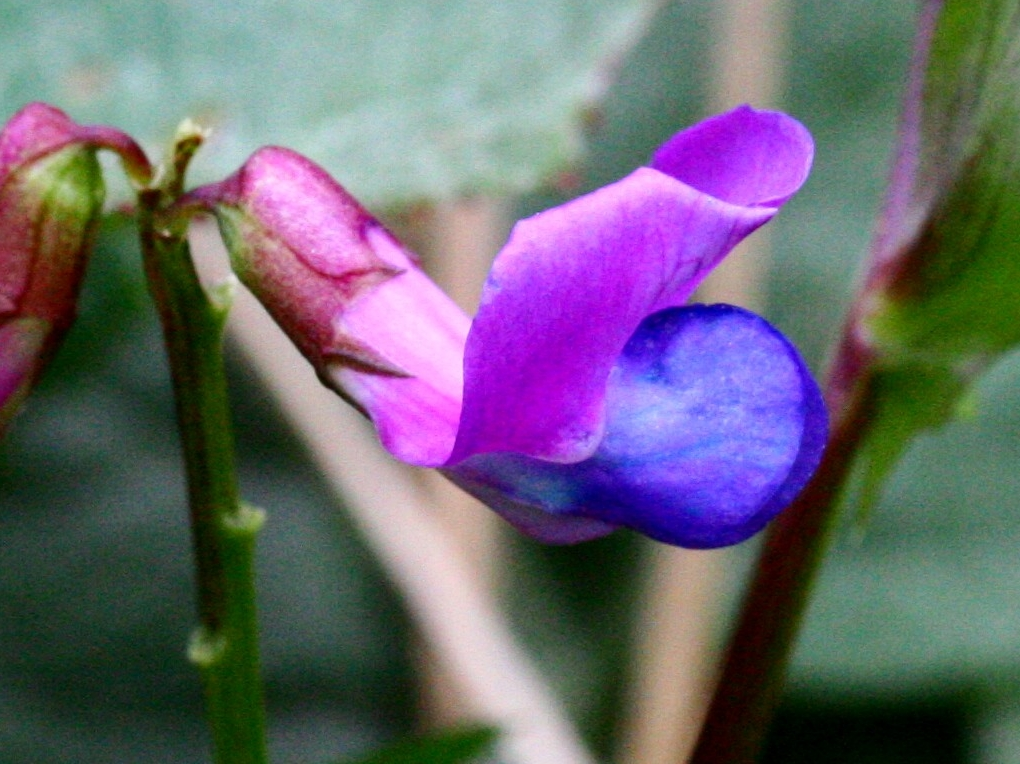
Il fiore. Località Passo Duran, Agordo (BL), 1598 m s.l.m., maggio 2008

I fiori sono ermafroditi, pentameri (calice e corolla a 5 parti) e zigomorfi.
- Formula fiorale:

K (5), C 5, A (5+5), G 1
- Calice: il calice è a tubo; i denti sono di lunghezze diverse (quello inferiore è più lungo degli altri). Lunghezza del tubo calicino: 4 - – 5 mm.
- Corolla: la corolla è composta da 5 petali (corolla papilionata); quello superiore (che normalmente ha funzioni vessillifere) è spatolato, allargato, eretto e ripiegato in alto; i due petali intermedi (le ali) e i due inferiori sono concresciuti a forma di carena ottusa (questa racchiude l'androceo e il gineceo). Alla fioritura è rossa o rosea-violetta, nella fase intermedia è azzurra e alla fine blu-verde. Il vessillo ha 18 - – 19 mm di larghezza con un'unghia (parte basale d'attacco) di 10 - – 12 mm; la carena è lunga 13 mm; in tutto la corolla è lunga 1,5 - – 2 cm.
- Androceo: gli stami sono 10 monadelfi (riuniti tutti alla base in un unico fascetto fino ad un medesimo livello).
- Gineceo: l'ovario è supero e uniloculare (formato da 1 carpello); lo stilo è ricurvo con stimma apicale ed è pubescente sul lato superiore.
- Fioritura: questa specie incomincia a fiorire in aprile e termina in maggio.
- Impollinazione: tramite insetti; è da notare che la particolare forma del calice favorisce l'accesso ad insetti del tipo calabroni.

### Frutti
Il frutto è di colore bruno; la forma è lineare e piatta ed è glabro; all'interno sono contenuti diversi semi scuri.  Si apre in due valve (è un frutto deiscente). Dimensioni del legume: larghezza 5 - – 7 mm, lunghezza 30 - – 35 mm.

## Distribuzione e habitat
- Geoelemento: il tipo corologico (area di origine) è Eurasiat., ossia una zona compresa tra l'Europa e il Giappone attraverso l'Asia.
- Diffusione: la “Cicerchia primaticcia” si trova in quasi tutta l'Europa; verso oriente arriva fino al Caucaso e alla Siberia. In Italia è comune soprattutto sui rilievi montani, ma è assente nelle isole.
- Habitat: le piante di questa specie vivono di preferenza nei boschi di latifoglie (faggete), ma anche nei querceti.
- Diffusione altitudinale: le quote alle quali è possibile trovare questa pianta vanno dai 400 m s.l.m. del piano collinare ai 1800 m s.l.m. del piano subalpino, passando per il piano vegetazionale montano.

## Varietà alpine
In questo paragrafo vengono descritte le due sottospecie alpine vernus e gracilis (vengono evidenziati soprattutto quei dati che si discostano dalla specie base).

### Lathyrus vernussubsp.vernus
- Nome comune: Cicerchia primaverile
- Morfologia: i lobi fogliari sono più ovali (o anche oblanceolati); dimensione dei segmenti fogliari: larghezza 1,5 - – 2,5 cm, lunghezza 3,5 - – 5 cm.
- Diffusione: è la specie più comune e si trova praticamente in tutte le zone alpine. Il tipo corologico (area di origine) è Eurosib., quindi zone fredde e temperato-fredde dell'Eurasia.
- Habitat: l'habitat tipico per questa sottospecie sono i boschi di faggio, abete, acero, betulle in ambienti termofili o meso-termofili; con substrato calcareo o calcareo-siliceo, con terreno dal pH basico e con valori nutrizionali e di acqua medi.
- Fitosociologia - questa varietà  appartiene alla seguente comunità vegetale:

Formazione : Comunità forestali;
Classe : Carpino-Fagetea sylvaticae

### Lathyrus vernussubsp.garcilis
- Nome comune: Cicerchia gracile
- Morfologia: i lobi fogliari sono più numerosi (fino a 12) e sensibilmente più lineari; dimensione dei segmenti fogliari: larghezza 0,2 - – 1 cm, lunghezza 4 - – 12 cm.
- Diffusione: questa varietà si trova più facilmente nelle Alpi orientali (province: UD BL TN BS BG CO SO). Il tipo corologico (area di origine) è S. Eur.-Mont., quindi zone montane dell'Europa meridionale.
- Habitat: si possono trovare nei querceti termofili  submediterranei (questa varietà non è presente nel piano vegetazionale subalpino, ma solo in quelli inferiori), ma anche nei boschi di faggio e abeti mesofili; il substrato preferito da queste piante è quello calcareo, con pH basico ma bassi livelli nutrizionali in ambiente abbastanza secco.
- Fitosociologia - questa varietà appartiene alla seguente comunità vegetale:

Formazione : Comunità forestali;
Classe : Carpino-Fagetea
Ordine : Fagetalia sylvaticae
Alleanza : Aremonio-Fagion

## Usi

### Farmacia
- Sostanze presenti: è considerata una pianta officinale; contiene alcuni glucosidi, acido tannico, oli e sostanze coloranti.
- Proprietà curative: astringente (limita la secrezione dei liquidi) e vulneraria (guarisce le ferite).

### Giardinaggio
La “Cicerchia primaticcia” è una pianta di facile coltura: resiste a temperature anche rigide e a condizioni di scarsa acqua (ha radici abbastanza profonde). La posizione migliore è quella in mezzombra con impasti nutrizionali medi di terreno.

## Galleria d'immagini

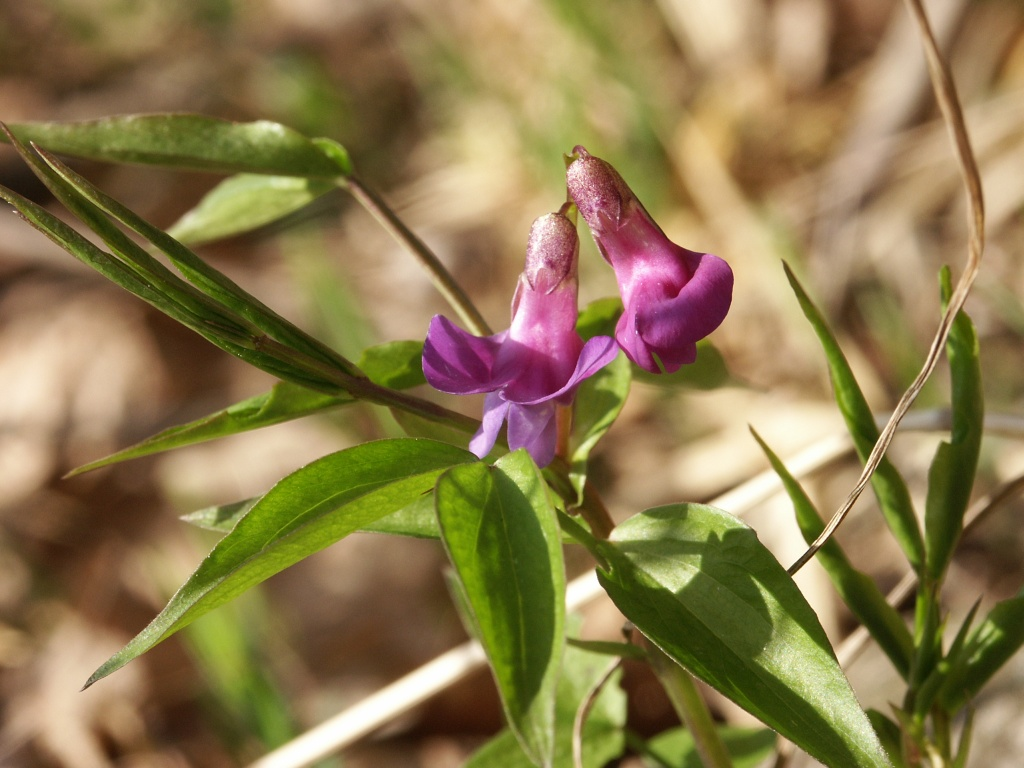
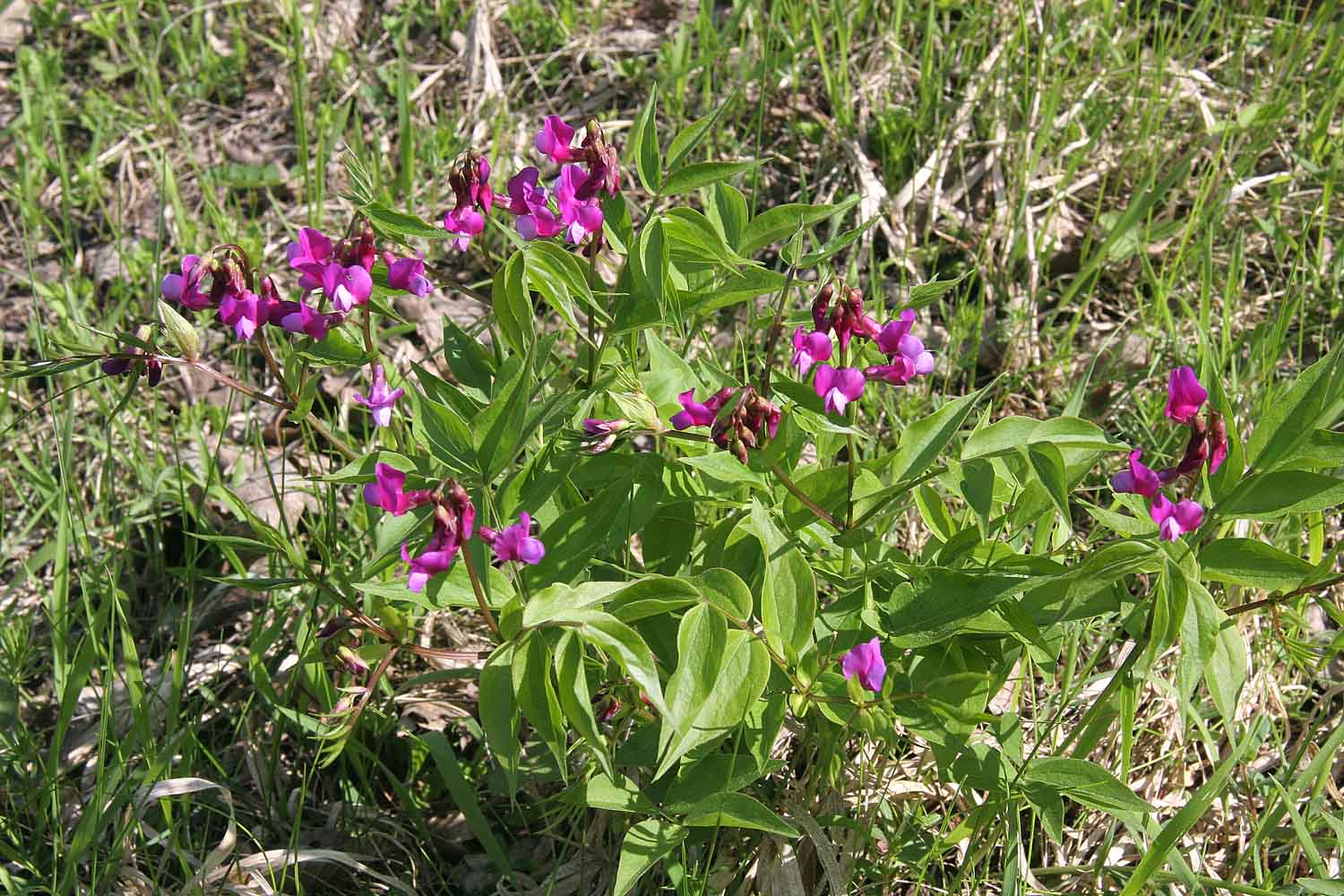
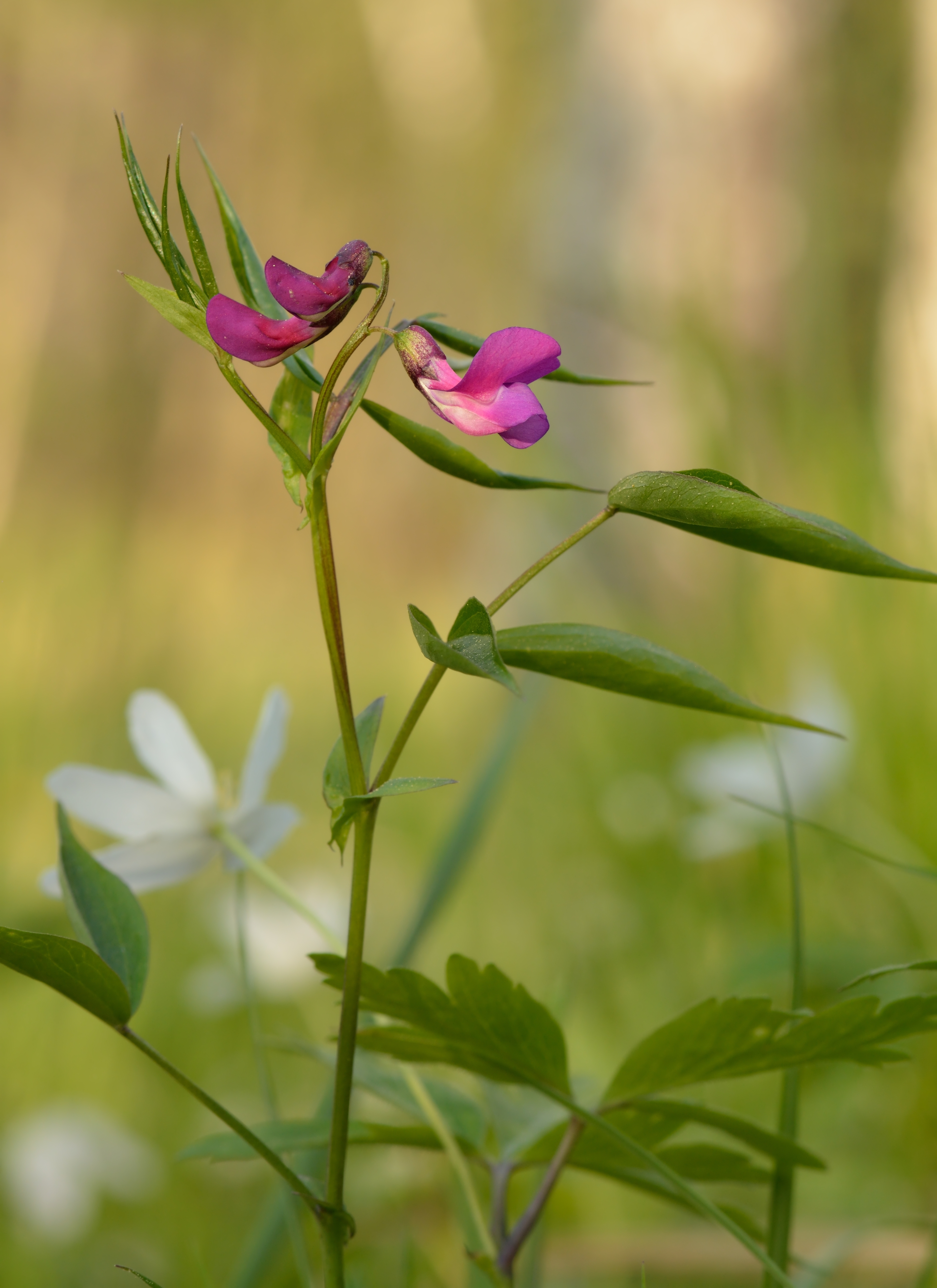